# 21479 Marymartha
21479 Marymartha è un asteroide della fascia principale. Scoperto nel 1998, presenta un'orbita caratterizzata da un semiasse maggiore pari a 2,1745667 UA e da un'eccentricità di 0,1997805, inclinata di 4,82810° rispetto all'eclittica.